# Ulsan Hyundai Mipo Dockyard Dolphin FC
Ulsan Hyundai Mipo Dockyard Dolphin FC war ein Fußballfranchise aus Ulsan, Südkorea. Es spielte in der Korea National League, der dritthöchsten Spielklasse Südkoreas. Das Franchise war Korea National League Rekord-Meister. Sie haben insgesamt sechsmal die Liga gewonnen.

## Geschichte
Das Franchise wurde im Jahr 1998 gegründet und spielt seit der Saison 2003 in der Korea National League. Zuvor nahm es von 1999 bis 2002 nur am Pokal teil. 
Seit ihrer ersten Saison sind sie in fast allen Spielzeiten immer im oberen Tabellenbereich gewesen. Sie gewannen den Titel zum ersten Mal 2007. 2008 konnten sie den Titel verteidigen. Erst 2011 konnte man wieder den Titel gewinnen. 2013 gewannen sie wieder die Liga. 2014 konnten sie ihren Titel verteidigen. Sie konnten 2015 den Titel erneut verteidigen. 2016 gab der Verein bekannt, sich auflösen zu wollen. In ihrer letzten Saison wurde sie in der Regionalen Spielzeit zweiter. Im Halbfinale der Meisterschaftsrunde spielten sie zuhause gegen Gyeongju KHNP FC 1:1. Da das Heimteam bei einem Unentschieden immer automatisch weiterkommt, kam Ulsan Hyundai weiter. Im Finale spielten sie gegen Gangneung FC. Das Hinspiel ging 1:0 für sie aus. Das Rückspiel endete mit einem 1:1 für Ulsan und der damit verbundenen erneuten Meisterschaft. Somit konnte der Verein 4 mal die National League gewinnen. Ende der Saison löste sich der Verein, trotz Proteste der Fans dennoch auf. Damit ist der Verein der Erfolgreichste Verein in der National League. Die Spieler von Ulsan Hyundai gingen fast allesamt auf Ansan Greeners FC über. 

## Stadion
Ihre Heimspiele trug die Mannschaft im Ulsan-Stadion aus.